# Філи
Філи (єгип. Pilak або P'aaleq, грец. Φιλαί, араб. أنس الوجود‎) — острів річки Ніл на півдні Єгипту, де зараз розташований великий давньоєгипетський храмовий комплекс. Сюди його перенесли зі своєї первісної ділянки через затоплення під час будівництва Асуанської греблі.
На острові за давньоєгипетськими повір'ями, був похований Осіріс. В часи античності до нього застосовувався епітет «недоступний»: на священній землі могли жити тільки жерці, навіть птахи і риба нібито уникали його берегів. Ще раніше острів служив перевалочним пунктом для торгівлі фараонів з Нубією. Як і Абу-Сімбел, знаходиться під охороною ЮНЕСКО як пам'ятник Світової спадщини.
Стародавні автори називали філами два невеликих острови біля першого порога Нілу. Власне Філи з них менший (до затоплення — 380 метрів в довжину і 120 метрів завширшки), але більш цікавий для істориків і археологів. При Птолемеях острів був щільно забудований будівлями, при спорудженні яких використовувався граніт з довколишніх кар'єрів, і багато із споруд збереглися до нашого часу.
Нектанеб I спорудив на південній кромці острова храм на честь богині Хатхор. Його почин підтримали Птолемеї і перші римські правителі Єгипту. За подвійними пропілеями височіли гранітні леви, кам'яні клітки для священних яструбів та два тринадцятиметрові обеліски. На стінах храму були висічені рельєфи зі сценами з життя Осіріса. Храм на Філах — виняткове за повнотою свідоцтво еволюції традиційного давньоєгипетського мистецтва в період еллінізма.
Храм на Філах проіснував до часів Юстиніана — чи не останнє язичницьке святилище на землях Візантії. Пов'язано це було з тим, що його вважали присвяченим Ісиді, яка в пізній античності ототожнювалася з Кіпрідою і зближалася з Богородицею. При Юстиніані храм був переосвячений як церква Богородиці; його рельєфи систематично знищувалися християнськими монахами і радикальними іконоборцями.

### Доля пам'ятників в Новий час
У XVIII і XIX століттях єгипетські старожитності досліджувалися французькими (під час походу Наполеона в Єгипет) і англійськими вченими. Так, обеліск з острова Філи з двомовним написом грецькими буквами і єгипетськими ієрогліфами був виявлений англійським єгиптологом У. Дж. Бенксом, і його розшифровка в єгипетському записи імен Птолемея і Клеопатри, підтверджена надалі Томасом Юнгом і Жаном-Батистом Шампольоном, допомогла Шампольону в розумінні всього комплексу єгипетського ієрогліфічного письма. Сам же обеліск, як і численні інші пам'ятники Стародавнього Єгипту, виявився вивезеними до Європи — він поповнив єгипетську колекцію Бенкса в його родовому маєтку в Кінгстон-Лейсі (англ. Kingston Lacy), який знаходиться під опікою Національного фонду об'єктів історичного інтересу або природної краси Великої Британії і доступний для відвідування публікою.
У XX столітті перед ученим співтовариством постала проблема збереження спадщини еллінізму Філ, зважаючи на загрозу затоплення острова водами водосховища Насер після спорудження Асуанської греблі. Уже перша дамба, споруджена в 1902 році англійцями, підтопила частину острова, що завдало непоправної шкоди пам'ятнику — була втрачена поліхромія рельєфів, зруйновані деякі частини споруд. При спорудженні Асуанського водосховища (1960) ЮНЕСКО виступило з ініціативою про перенесення храму на Елефантину. Пам'ятник був ретельно обміряний і сфотографований, після чого кам'яні блоки були перевезені і знову зібрані на острові Агілкія, розташованому за 500 метрів вгору за течією.

## Галерея
|                                     |  |                  |  | |
| Храм, перенесений на острів Агілкія |  | Павільйон Трояна |  | Інтер'єр храму. Ілюстрація з книги Description de l'Égypte, ou Recueil des observations et des recherches qui ont été faites en Égypte pendant l’expédition de l’armée française (1809—1822) |